# Eugryllacris furcifera
Eugryllacris furcifera är en insektsart som först beskrevs av Heinrich Hugo Karny 1926.  Eugryllacris furcifera ingår i släktet Eugryllacris och familjen Gryllacrididae. Inga underarter finns listade i Catalogue of Life.